# Реттенберг
Реттенберг (нем. Rettenberg) — община в Германии, в Республике Бавария.
Община расположена в правительственном округе Швабия в районе Верхний Алльгой. Население составляет 4290 человек (на 31 декабря 2010 года). Занимает площадь 60,08 км².
Община подразделяется на 8 сельских округов.

## Население
По оценке на 31 декабря 2015 года население общины Реттенберг составляет 4391 чел. 

| Дата      | 1840 | 1871 | 1900 | 1925 | 1939 | 1950 | 1961 | 1970 | 1987 | 2011 |
| --------- | ---- | ---- | ---- | ---- | ---- | ---- | ---- | ---- | ---- | ---- |
| Население | 2432 | 2177 | 2107 | 2416 | 2170 | 3324 | 2810 | 2746 | 3122 | 4201 |

| Год       | 1960 | 1970 | 1980 | 1990 | 2000 | 2009 | 2010 | 2011 | 2012 | 2013 | 2014 | 2015 |
| --------- | ---- | ---- | ---- | ---- | ---- | ---- | ---- | ---- | ---- | ---- | ---- | ---- |
| Население | 2800 | 2806 | 2834 | 3502 | 3954 | 4248 | 4290 | 4179 | 4195 | 4272 | 4295 | 4391 |